# Sielsowiet kommunarowski (obwód kurski)
Sielsowiet kommunarowski (ros. Коммунаровский сельсовет) – jednostka administracyjna wchodząca w skład rejonu biełowskiego w оbwodzie kurskim w Rosji.
Centrum administracyjnym sielsowietu jest osiedle Kommunar.

## Geografia
Powierzchnia sielsowietu wynosi 49,49 km².

## Historia
Status i granice sielsowietu zostały określone 21 października 2004 roku.

## Demografia
W 2017 roku sielsowiet zamieszkiwało 1274 mieszkańców.

## Miejscowości
W skład sielsowietu wchodzą miejscowości: Kommunar, Pieriewierziewka, Swierdłowskij, Pietrowy Budy.